# George Tenet
George John Tenet (New York, 5 gennaio 1953) è un agente segreto statunitense ed ex-direttore della CIA di origine albanese.

## Carriera
Tenet fu nominato vicedirettore della CIA nel giugno del 1995. È stato quindi capo della CIA dall'11 luglio 1997 all'11 luglio 2004, quando ha lasciato il posto a John E. McLaughlin. 
Ha rassegnato le dimissioni il 3 giugno 2004, ufficialmente per "motivi personali", diventando così uno dei direttori più longevi. Tenet ha perciò ricoperto questo ruolo sia durante il secondo ed ultimo mandato di Bill Clinton, sia durante il primo di George W. Bush.
Molto prima degli attentati dell'11 settembre 2001 Tenet si era prodigato per mostrare i crescenti pericoli, sempre più manifesti, di terrorismo, in particolar modo quelli provenienti dal gruppo di Al Qaida (gestita da Osama bin Laden) e quelli provenienti dalla Corea del Nord e dall'Iran.

## Vita privata
Tenet è sposato con Stephanie Glakas-Tenet, da cui ha avuto un figlio, John Michael.